# Anisarthron
Anisarthron är ett släkte av skalbaggar. Anisarthron ingår i familjen långhorningar.
Kladogram enligt Catalogue of Life:
| Anisarthron | \| \| Anisarthron barbipes \| \| \| \| \| \| Anisarthron cyrus \| \| \| \| |
|             | \| \| Anisarthron barbipes \| \| \| \| \| \| Anisarthron cyrus \| \| \| \| |
|             | Anisarthron barbipes                                                       |
|             |                                                                            |
|             | Anisarthron cyrus                                                          |
|             |                                                                            |